# ニボルマブ
ニボルマブ（Nivolumab）は、当初悪性黒色腫治療を目的としており、現在では非小細胞肺癌などに適用拡大された分子標的治療薬の一つで、ヒト型抗ヒトPD-1モノクローナル抗体医薬品である。当時の京都大学医学部における本庶佑の研究チームが開発に貢献した。2014年7月に製造販売が承認され、2014年9月に小野薬品工業から発売が開始された。商品名オプジーボ。

## 概要
上皮性癌腫・非上皮性肉腫共に悪性腫瘍には、免疫系から逃れるための仕組みを持つ。悪性黒色腫と肺癌には、稀に自然治癒例が見られることがあり、免疫細胞により癌細胞が攻撃され、治癒することが示唆されていた。
癌細胞は細胞表面にPD-L1を発現しており、リンパ球であるT細胞のPD-1と結合して免疫細胞の攻撃を免れている。
ニボルマブは、癌細胞が免疫細胞から逃れるためのチェックポイント・シグナルPD-1を抑制する（だけでなく存在が示唆されている別な経路も利用する）ことにより、免疫細胞による癌細胞への攻撃を促進する。
抗癌剤の多くは、核酸代謝や蛋白合成、細胞シグナル変換を阻害することにより作用する。しかし、ニボルマブは免疫そのものに作用する。悪性黒色腫に対して標準治療薬であるイピリムマブ（抗CTLA-4抗体）とニボルマブを併用することで、腫瘍への客観的反応は53%に見られた。2015年6月に同併用療法はFDAで承認された。

## 適応症
日本国内承認済
- 悪性黒色腫（日本：2014年7月、アメリカ：2014年12月[9]、ヨーロッパ：2015年6月[10]）
- 非小細胞肺癌（日本：2015年12月[11]、アメリカ：2015年10月、ヨーロッパ：2015年7月[12]・2016年4月[13]）
- 腎細胞癌（日本：2016年9月[14]、アメリカ：2015年11月、ヨーロッパ：2016年4月[15]）
- ホジキンリンパ腫（日本：2016年12月[16]）
- 頭頚部癌（日本：2017年3月[17]）
- 胃癌（日本：2017年9月[18]）
- 悪性胸膜中皮腫（日本：2018年8月[19]）
- 悪性黒色腫の術後補助療法（日本：2018年8月[19]）
- 化学療法後に増悪した根治切除不能な進行・再発の食道癌(日本：2020年2月[20][21])
- 進行・再発の高頻度マイクロサテライト不安定性（MSI-High）を有する結腸・直腸癌（日本：2020年2月[20][21]）
- 食道癌における術後補助療法（日本：2021年11月[22]）
- 原発不明癌（日本：2021年12月24日[23]）
- 尿路上皮がんに対する術後補助療法（アメリカ：2017年2月[24]、日本：2022年3月28日[25]）
- 悪性中皮腫（悪性胸膜中皮腫を除く）（日本：2023年11月[26]）
- 根治切除不能な進行・再発の上皮系皮膚悪性腫瘍（有棘細胞がん、基底細胞がん、乳房外パジェット病、皮膚付属器がん）(日本：2024年2月[27])
- シスプラチンおよびゲムシタビンとの併用療法による根治切除不能な尿路上皮癌[28]（日本：2024年12月27日[28]）

日本国外承認済
- 小細胞肺癌（アメリカ：2018年8月[29]）
- 肝細胞癌

## オプジーボ・ヤーボイ併用療法
ニボルマブ、イピリムマブ（ヤーボイ）の2種類の免疫チェックポイント阻害薬の組み合わせにより、より強力で効果的な治療が行なわれる。ニボルマブは「PD-1」、イピリムマブは「CTLA-4」と呼ばれるT細胞のアンテナにそれぞれ結びつくことで、抑制信号をブロックし、免疫のブレーキを外す。しかし、国立がん研究センターなどが2023年4月28日、「オプジーボ」と「ヤーボイ」を使った非小細胞肺がんの臨床試験で、治療との因果関係が否定できない死者が11人（死亡率7,4%）確認され、事前に想定した死亡率（5％）を上回ったため臨床試験を中止したと発表。副作用は免疫系の暴走と見られる。免疫チェックポイント阻害薬2剤併用自体は肺がん、腎細胞がんなどで標準治療になっている。

## 副作用
治験では80%の患者で有害作用を含めた副作用が見られている。主な副作用は疲労・倦怠感(31%)、発疹(22%)、悪心・嘔吐(18%)、瘙痒症(15%)、食欲減退(12%)、下痢(11%)、発熱(9%)、甲状腺機能低下症(7%)である（発現率はインタビューフォームに記載されている3治験の通算）。
重大な副作用として、
- 間質性肺疾患（細菌性肺炎、肺浸潤、肺障害）(5.0%)、重症筋無力症(0.12%[33])、筋炎(0.2%)、心筋炎、横紋筋融解症、小腸炎、大腸炎(1.6%)、重度の下痢(1.0%)
- 深部静脈血栓症(0.2%)、特発性血小板減少性紫斑病
- 1型糖尿病（劇症1型糖尿病を含むために膵臓癌の重大な副作用も示唆されている）、肝障害(1.4%)、肝炎(0.2%)、甲状腺機能低下症(7.3%)、甲状腺機能亢進症(1.7%)、甲状腺炎(1.0%)
- 末梢性ニューロパチー(1.6%)、多発ニューロパチー(0.2%)、自己免疫性ニューロパチー、ギラン・バレー症候群、脱髄、脳炎
- 中毒性表皮壊死融解症(Toxic Epidermal Necrolysis:TEN)、皮膚粘膜眼症候群（スティーブンス・ジョンソン症候群）、多形紅斑(0.3%)
- 腎不全(0.7%)、尿細管間質性腎炎(0.3%)、副腎機能不全(1.4%)、サイトカイン放出症候群(4.5%)
- 結核

が報告されている。

## 研究
再発または治療抵抗性ホジキンリンパ腫に対して、ニボルマブは87%の患者で効果が見られた。

## 業績
副交感神経系により悪性腫瘍を攻撃する新しいタイプの抗癌剤であり、イノベーションとして、サイエンスの2013年における「ブレイクスルー・オブ・ザ・イヤー」のトップを飾った。

## 特許使用料
特許使用料については、2006年に小野薬品工業と本庶佑が契約している。本庶佑は使用料の引き上げを要求したが、小野薬品工業は引き上げを拒否。代わりに「最大300億円の寄付」を提案されたとしている。

## 価格
2014年、オプジーボの薬価は100mgで72万9849円に達し、1年間使用すると3500万円になった。この価格は、従来の抗癌剤と比べても高く、医療保険財政の大きな負担になることを國頭英夫が主張した。これを受ける形で厚生労働省は、定例の薬価改定を待たずに、オプジーボの薬価を下げるよう中央社会保険医療協議会に提案した。なお、100mg当たりイギリスでは約14万円、ドイツでは約20万円、アメリカでは約30万円となっている。
2016年、経済財政諮問会議で、世界における薬価と日本における薬価の乖離が菅義偉に指摘され、日本における薬価を50%以上下げることが適切であるとの意見が出されたため、一気に50%の薬価引き下げが了承された。
2017年、オプジーボの薬価は下げられたものの、販売量は急激に増えたため、年間の売上高は1003億円に達した。
2018年、皮膚癌だけでなく肺癌の治療にも使えることや、海外との価格差などを考慮し、4月に再度薬価引き下げが行われた。これにより100mg当たり27万8029円となった。その後も価格は下がり続け、11月に100mgが17万3768円、2019年8月には100mgが17万2025円となっている。